# Semiothisa ponentis
Semiothisa ponentis är en fjärilsart som beskrevs av Claude Herbulot 1987. Semiothisa ponentis ingår i släktet Semiothisa och familjen mätare. Inga underarter finns listade i Catalogue of Life.